# NGC 645
NGC 645 is een balkspiraalstelsel in het sterrenbeeld Vissen. Het hemelobject werd op 27 oktober 1864 ontdekt door de Duitse astronoom Albert Marth.

## Synoniemen
- PGC 6172
- UGC 1177
- MCG 1-5-16
- ZWG 412.13
- IRAS01375+0528